# 김형일 (배우)
김형일(金炯逸, 1960년 12월 28일~)은 대한민국의 배우이다. 본관은 김녕(金寧)이다.

## 학력
- 보성고등학교(1979, 69회)

## 생애
1960년 12월 28일에 출생하여 경기도 인천시에서 청소년기를 보냈으며, 보성고등학교를 졸업했다. 1981년부터 1984년까지 대한민국 육군 사병으로 복무하였다.
군복무하던 도중인 1982년 전쟁 영화 《아벤고 공수군단》에 보조 출연자로 연기에 입문했으며, 이후 군제대 후 1985년 연극 배우로 첫 데뷔하였고, 1987년 CBS 기독교방송 공채 성우로 정식 데뷔하였다. 1989년 KBS 한국방송공사 13기 공채 탤런트로 데뷔하였고, 이듬해 1990년 영화 《장군의 아들》에서 신마적 엄동욱 역으로 영화배우로 데뷔하면서 대중들에게 많이 알려졌다.
1990년 《서울 뚝배기》로 첫 드라마 출연을 시작하였고, 드라마 《한명회》와 《왕과비》에서 홍윤성 역할을 맡았으며, 정치 드라마 《제5공화국》에서 김재규 역을 맡았다. 저음의 묵직한 음석으로 인해 많은 작품에서 장군 전문 배우로 출연하였다. 2008년 드라마 《너는 내 운명》에서 찰스 강 역으로 특별출연하였다. 2006년 KBS 시트콤 《웃는 얼굴로 돌아보라》에서 육형일 역으로 본인 이름과 같은 고정 배역을 맡았다.
2000년 12월에 무용가 한복희와  결혼하였다. 2006년 4월 연예인 히말라야 아일랜드 파크 원정대 부대장, 2010년 5월 천안시 농특산물 공동브랜드 하늘그린 홍보대사를 맡았다.

## 연기 활동

### 텔레비전 드라마
- 1990년 KBS2 《달빛가족》
- 1990년 KBS1 《서울 뚝배기》
- 1990년 KBS2 《야망의 세월》
- 1992년 KBS2 《내일은 사랑》
- 1993년 KBS2 《청춘극장》
- 1993년 KBS2 《일월》
- 1993년 MBC 《파일럿》 ... 차영규 기장
- 1993년 KBS2 《신 손자병법》
- 1994년 KBS2 《한명회》 ... 홍윤성 역
- 1994년 MBC 《M》
- 1994년 KBS2 《역사의 라이벌》
- 1995년 KBS2 《가면 속의 천사》
- 1997년 SBS 《꿈의 궁전》
- 1998년 KBS1 《왕과 비》 ... 홍윤성 역
- 1998년 SBS 《휘파람 소리》 ... 리블릭 클리닉 아들 역
- 2000년 MBC 《눈으로 말해요》
- 2000년 KBS1 《태조 왕건》 ... 신숭겸 역
- 2000년 MBC 《시트콤 세 친구》 ... 김형일 역 (카메오 출연)
- 2000년 MBC 《뜨거운 것이 좋아》
- 2001년 KBS1 《대추나무 사랑걸렸네》
- 2002년 KBS2 《여고 동창생》
- 2002년 KBS2 《장희빈》 ... 민언량 역
- 2003년 KBS1 《무인시대》 ... 최충수 역
- 2003년 MBC 《남자의 향기》
- 2003년 SBS 《왕의 여자》 ... 서양갑 역
- 2004년 KBS2 《두번째 프러포즈》
- 2005년 MBC 《제5공화국》 ... 김재규 역
- 2006년 KBS1 《서울 1945》
- 2006년 KBS2 《웃는 얼굴로 돌아보라》
- 2008년 KBS2 《대왕 세종》 ... 민무휼 역
- 2008년 KBS1 《너는 내 운명》
- 2009년 KBS1 《청춘예찬》
- 2010년 MBC 《김수로》 ... 김융 역
- 2010년 KBS1 《근초고왕》 ... 진고도 역
- 2012년 MBC 《골든타임》 ... 김호영 역
- 2012년 KBS1 《대왕의 꿈》 ... 동타천 역
- 2013년 JTBC 《더 이상은 못 참아》 ... 박창수 역
- 2015년 KBS1 《징비록》 ... 신립 역
- 2016년 KBS1 《우리집 꿀단지》 ... 김웅호 (제임스 김) 역
- 2017년 tvN 《부암동 복수자들》 ... 홍상만 역

### 영화
- 1982년 《아벤고 공수군단》 (보조 출연)
- 1990년 《장군의 아들》 ... 신마적 엄동욱 역
- 1992년 《그대 안의 블루》
- 1992년 《김의 전쟁》
- 1992년 《성애의 침묵》
- 1993년 《물랭 루즈》
- 1994년 《증발》
- 1996년 《보스》
- 1997년 《테러리스트 2》
- 1998년 《휘파람 부는 여자》
- 1999년 《간첩 리철진》
- 2002년 《광복절 특사》
- 2002년 《피아노 치는 대통령》 ... 대통령경호실 경호관 역
- 2003년 《황산벌》 ... 백제 병사 4
- 2004년 《효자동 이발사》 ... 빈소 뒤 경호원 1 역
- 2005년 《그때 그사람들》 ... 각하 경호원 역
- 2006년 《플라이 대디》
- 2007년 《색즉시공 2》
- 2007년 《저 하늘에도 슬픔이》
- 2008년 《무림여대생》 ... 정학 역

### 연극
- 《햄릿》 ... 클로디어스 대왕 역 (주연)

### 뮤지컬
- 《아가씨와 건달들》 ... 빅 줄 역 (조연)

## 연기 외 활동

### 텔레비전 프로그램
- 1996년 MBC 《오늘은 좋은날》 ... 큰형님
- 2001년 KBS 2TV 《슈퍼TV 일요일은 즐거워 - 출발 드림팀》 - 태조 왕건 멤버들과 함께 출연
- 2005년 ~ 2012년 SBS 《도전 1000곡》
- 2006년 KBS 1TV 《우리말 겨루기》
- 2007년 SBS 《퀴즈! 육감대결》 - 10회
- 2009년 KBS 1TV 《TV는 사랑을 싣고》
- 2009년 SBS 《스타 주니어쇼 붕어빵》
- 2000~2009년 KBS 1TV 《가족오락관》
- 2009년 MBC 《환상의 짝꿍 사랑의 교실》
- 2012년 MBC 《휴먼스토리 덤벼라! 인생》
- 2014년 KBS2 《여유만만》
- 2015년 MBC 《기분좋은 날》
- 2016년 tvN 《렛츠고 시간탐험대》 ... 포도대장 역

### 라디오 프로그램
- 2015년 EBS FM 《EBS 책 읽는 라디오 낭독 시리즈》

### 광고
- 2000년 동화약품 부채표 까스활명수Q - 권은아와 함께 출연
- 2000년 전자랜드 (에스와이에스리테일) - 안문숙과 함께 출연
- 2001년 삼성전자 블루윈에어컨 (김학철, 김하균과 함께 출연)
- 2001년 외환카드 Yes EZ카드
- 2009년 팔도비빔면
- 2025년 노다지 영양 양곰탕

## 가족 관계
- 배우자: 한복희(1965년 ~ )
  - 장녀: 김예원(2003년 ~ )
  - 장남: 김준혁(2005년 8월 21일 ~ )